# Viktor Zack
Viktor Zack (Nordenberg, Estíria, 13 d'abril de 1854 - Graz, 26 d'abril de 1939) fou un compositor austríac.
Estudià al Conservatori de Leipzig. Va assolir una sòlida reputació com a director de masses corals i pel seu estudi perseverant vers el cant popular d'Estíria, que va donar a conèixer tant en els concerts organitzats per la Societat Coral de Graz, que dirigí durant diversos anys, com en la publicació de nodrides col·leccions d'aquest cants, en els quals es troben inspirades la majoria de les composicions per a piano i orquestra, entre les quals destaquen una Obertura de concert i una Suite.